# Sus oliveri
El jabalí verrugoso de Mindoro o  jabalí verrugoso de Oliver (Sus oliveri) es una especie de mamífero suido de pequeño tamaño que habita en el sudeste de Asia. La especie se halla solamente en la isla de Mindoro en Filipinas. De acuerdo a Colin Groves se trata de una especie diferente a Sus philippensis por diferencias en su cráneo y piel.